# Rǫgnvaldr Úlfsson

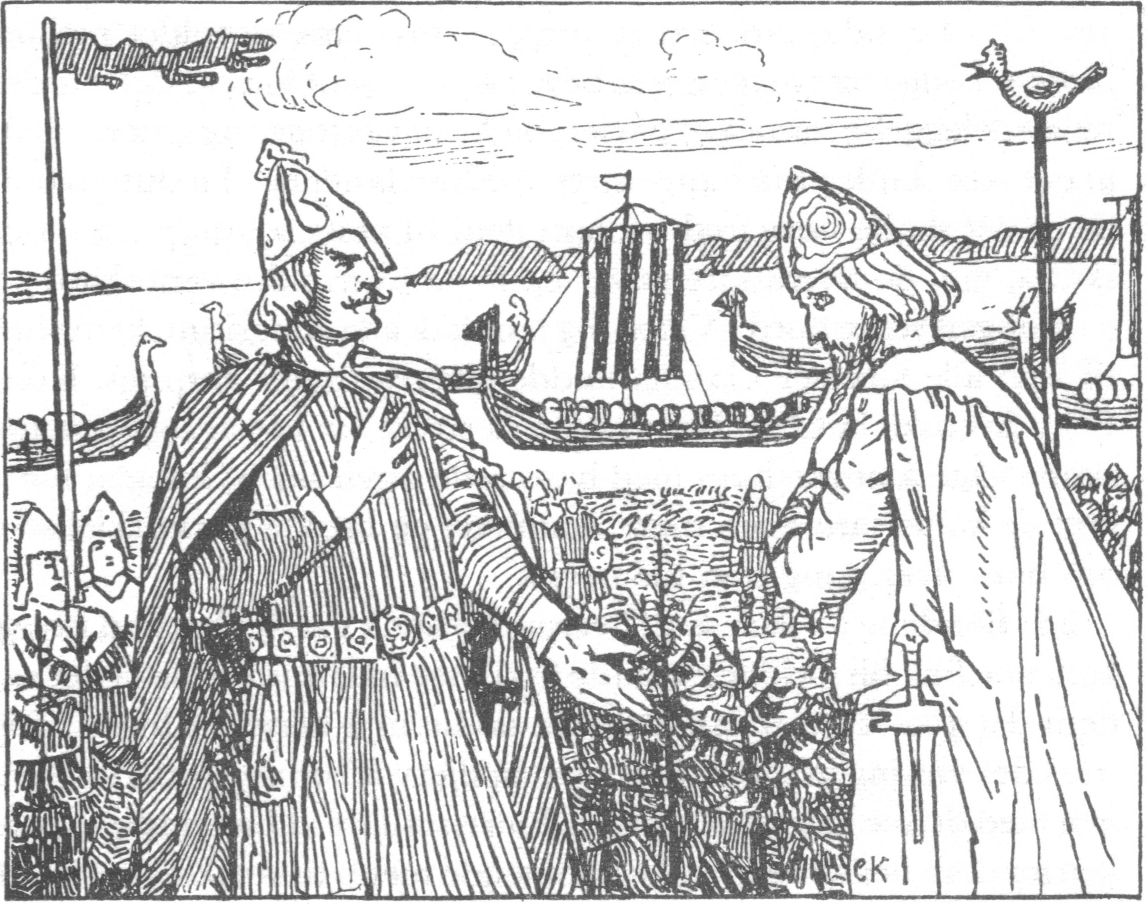
Rǫgnvaldr und Olaf von Norwegen

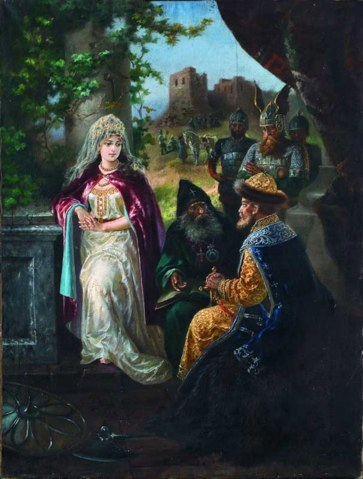
Ingegerd und Jaroslaw, im Hintergrund Rǫgnvaldr

Rǫgnvaldr Úlfsson jarl (schwedisch Ragnvald Ulfsson) (* um 960; † nach 1031) war ein Jarl in Schweden und Statthalter von Ladoga (seit 1019).

## Leben
Rǫgnvaldr war ein Sohn von Úlfr Skǫglar-Tóstason, Jarl von Västergötland oder Östergötland und dessen Ehefrau Ingibjǫrg. Diese war eine Schwester der Mutter von Olof Skötkonung, König von Schweden. Sein Geburtsjahr war möglicherweise um 990.
Rǫgnvaldr war Mitglied im schwedischen Thing. 1018 war er beteiligt an Friedensverhandlungen mit dem norwegischen König Olav II. Haraldsson.
1019 begleitete er Ingegerd, Tochter des schwedischen Königs, nach Nowgorod zu Jaroslaw dem Weisen als deren engster Vertrauter. Er wurde ihr Statthalter in Ladoga. Rǫgnvaldr unterstützte beide im Kampf mit Brjatschislaw, Fürst von Polozk. Er war auch beteiligt am Mordversuch an Fürst Eymundr Hringsson.
1028 beherbergte Rǫgnvaldr Olaf von Norwegen in Ladoga. Dieser hatte aus Norwegen fliehen müssen.

## Ehen und Nachkommen
Ragnvald war verheiratet mit Ingibjǫrg Tryggvadóttir, einer Tochter des norwegischen Königs Tryggve Olafsson. Nachkommen waren:
- Úlfr, Woiwode in Nowgorod (1032)
- Eilífr, Statthalter von Nowgorod (nach dem Tod von Ragnvald)
- Ástríðr

Ragnvald war möglicherweise identisch mit Ragnvald dem Älteren aus der Hervararsaga. Dann wäre er um 1028 mit Ástríðr Njálsdóttir aus Norwegen verheiratet gewesen. In diesem Falle wäre ihr Sohn Stenkil Ragnvaldsson (1028–1067), König von Schweden (1060–1066).